# Gradske pijace
Gradske pijace (en serbe cyrillique : Градске пијаце ; en français : les « Marchés de la ville ») est une entreprise publique de distribution qui gère les marchés de Belgrade, la capitale de la Serbie.

## Activités

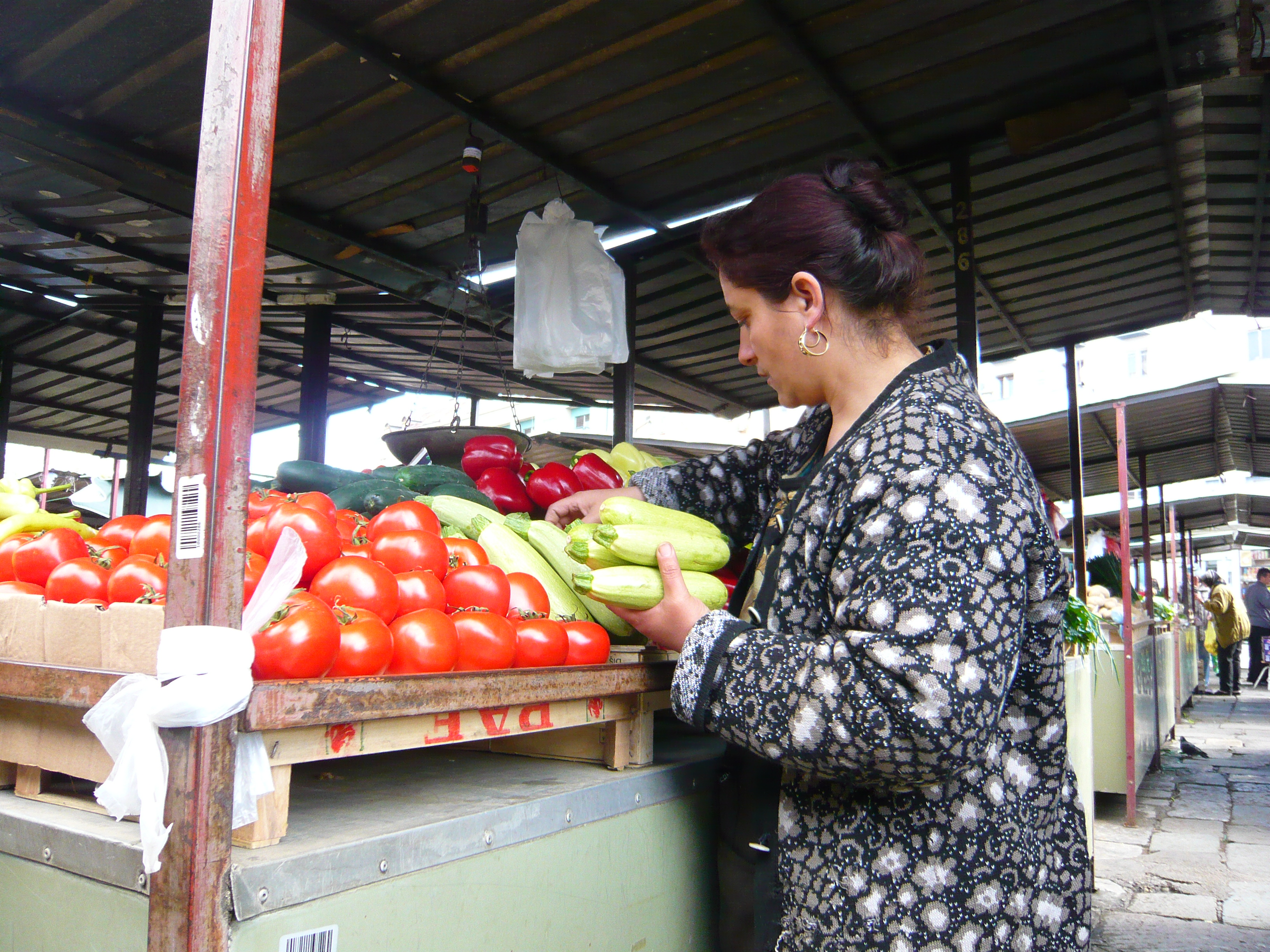
Le marché de Kalenić

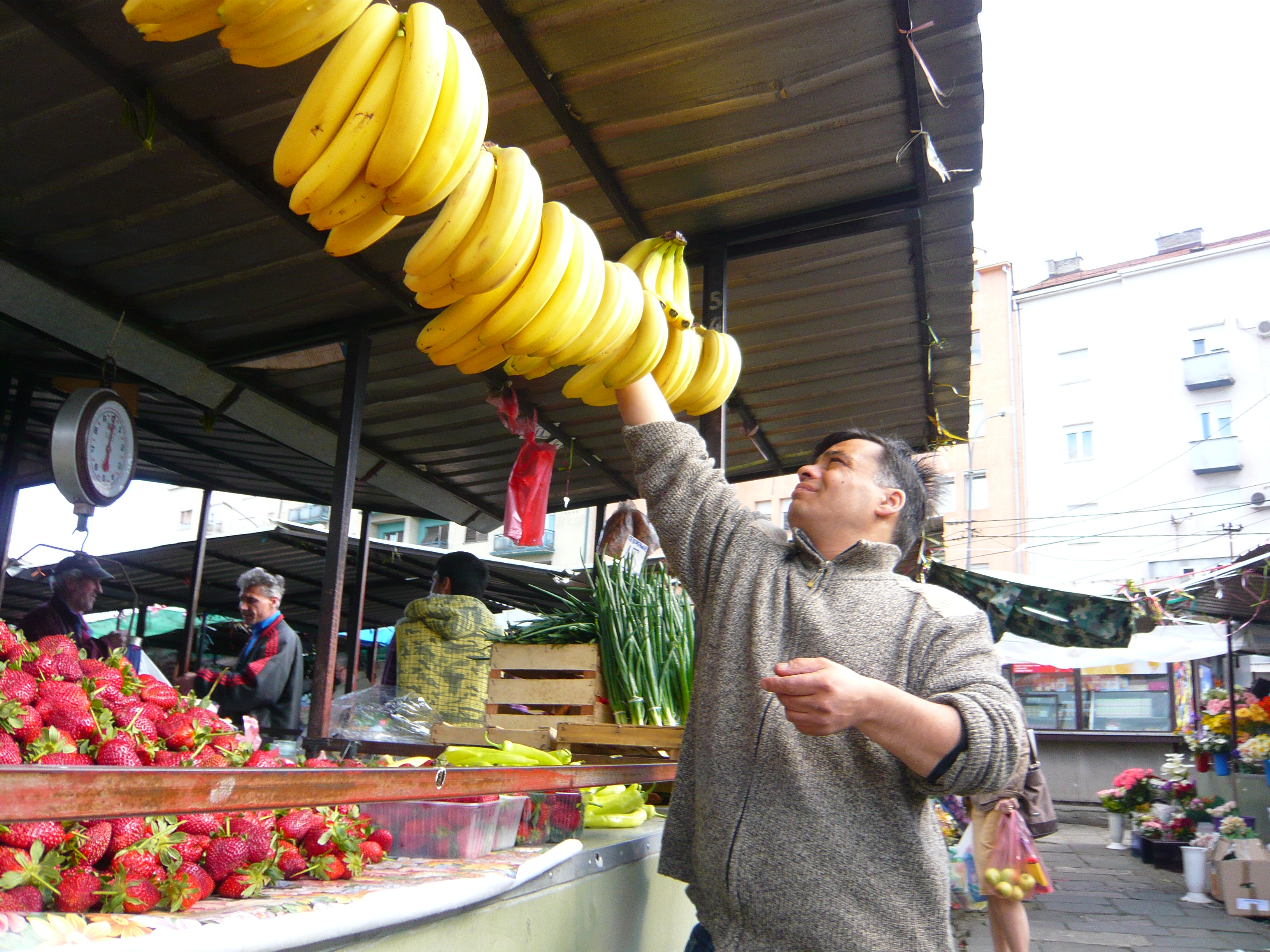
Autre vue du marché

L'entreprise gère notamment les marchés suivants, pour la plupart consacrés à l'alimentation :
- le marché de Banovo brdo, 41 rue Požeška[3] ;
- le marché de Banjica, 10/1 rue Crnotravska[4] ;
- le marché de Bežanija, 56 rue Vojvođanska[5] ;
- le marché de Bele vode, 6 rue Crveno barjače[6] ;
- le marché du Blok 44, rue Jurija Gagarina[7] ;
- le marché de Borča, rue Koste Manojlovića[8] ;
- le marché de Braće Jerković[9] ;
- le marché de Vidikovac, 92 rue Partizanska[10] ;
- le marché de Voždovac, 72 rue Jove Ilića[11] ;
- le marché de Gornja varoš, Senjska[12] ;
- le marché de Depo, Bulevar kralja Aleksandra[13] ;
- le marché de Dušanovac, rue Ljube Nedića[14] ;
- le marché de Železnik, 75 rue Radnih akcija[15] ;
- le marché de Zvezdara, 293 Bulevar kralja Aleksandra[16] ;
- le marché de Zeleni venac, rue Jug Bogdanova[17] ;
- le marché de Zemun, 17 Masarikov trg[18] ;
- le marché de Kalenić, rue Maksima Gorkog[19] ;
- le marché de Karaburma, rue Uralska[20] ;
- le marché de Konjarnik, 205 rue Ustanička[21] ;
- le marché de Košutnjak, rue Pere Velimirovića[22] ;
- le marché de Mali Mokri Lug, 536 Bulevar kralja Aleksandra[23] ;
- le marché de Miljakovac, rue Vareška[24] ;
- le marché de Novo Kijevo, rue Jagodinska[25] ;
- le marché du centre commercial en plein air, rue Proleterske solidarnosti (Blok 23)[26] ;
- le marché de Palilula, rue Ilije Garašanina[27] ;
- le marché de Senjak, 6 rue Koste Glavinića[28] ;
- le marché de Skadarlija, rue Džordža vašingtona[29] ;
- le marché de Smederevski đeram, 3 rue Živka Karabiberovića[30] ;
- le marché du centre commercial de Krnjača, 28 Zrenjaninski put[31] ;
- le marché du centre commercial de Novi Beograd, rue Aleksinačkih rudara[32].